# الفساد في الكويت
يُعتبر الفساد في الكويت آفةٌ مُنتشرة ذات نطاق واسع بين المسؤولين الحكوميين ذوي المناصب العليا مما أدى إلى توتراتٍ سياسية ما بين الحكومة والشعب.
البيروقراطية في الكويت غالباً ما تكون غير فعالة وغير شفافة، ويمكن أن تكون متحيزةً لصالح الشركات المحلية. عملية المشتريات العامة تكون عرضة للفساد، وهناك العديد من التحقيقات والمحاكمات التي تورط بها عددٌ من المسؤولين في عملية المشتريات العامة، وقد حاولت الحكومة الكويتية الحد من الفساد وزيادة الشفافية في القطاع العام عن طريق إنشاء هيئة مستقلة لمكافحة الفساد وتعزيز الإطار القانوني لمكافحة الفساد من خلال العديد من المبادرات والجهود.
لا تزال الكويت تواجه تحديات كبيرة في تطبيق قوانين مكافحة الفساد بشكل فعال، حيث أظهر مؤشر مدركات الفساد لعام 2023 أن الكويت سجلت 46 نقطة من 100، مما يعكس استمرار وجود مشكلات تتعلق بالفساد في القطاع العام.